# Osas Okoro
Osadebamwen Moses Okoro (sinh ngày 7 tháng 9 năm 1990) là một cầu thủ bóng đá người Nigeria thi đấu cho Enugu Rangers, ở vị trí tiền vệ.

## Đời sống cá nhân
Anh em của Okoro, Stanley và Charles, cũng là các cầu thủ bóng đá.

## Sự nghiệp
Okoro chơi bóng ở Nigeria cho Bayelsa United, Heartland và Enugu Rangers.
Anh ra mắt quốc tế cho Nigeria năm 2011. Anh có tên trong đội hình Nigeria tham dự Giải vô địch bóng đá U-23 châu Phi 2011 và Giải vô địch bóng đá châu Phi 2016.

### Bàn thắng quốc tế
Tỉ số và kết quả liệt kê bàn thắng của Nigeria trước.
| #  | Ngày                | Địa điểm                                         | Đối thủ | Tỉ số | Kết quả | Giải đấu                           |
| -- | ------------------- | ------------------------------------------------ | ------- | ----- | ------- | ---------------------------------- |
| 1. | 18 tháng 1 năm 2016 | Sân vận động Régional Nyamirambo, Kigali, Rwanda | Niger   | 1–0   | 4–1     | Giải vô địch bóng đá châu Phi 2016 |